# Edward G. Boyle
Pour les articles homonymes, voir Boyle.
Cet article possède un paronyme, voir Edward Boyle.
Edward G. Boyle est un décorateur canadien né le 30 janvier 1899 à Cobden (Ontario) et mort le 17 février 1977 à Hollywood (Californie).

## Biographie
Boyle quitte le Canada pour se rendre en Californie au moment de la Grande Dépression.

## Filmographie partielle
- 1937 : Une étoile est née (A Star is Born) de William A. Wellman et Jack Conway
- 1939 : Autant en emporte le vent (Gone with the Wind) de Victor Fleming, George Cukor et Sam Wood
- 1940 : Le Dictateur (The Great Dictator) de Charlie Chaplin
- 1945 : Dix Petits Indiens (And Then There Were None) de René Clair
- 1946 : Une nuit à Casablanca (A Night in Casablanca) d'Archie Mayo
- 1946 : Strange Journey de James Tinling
- 1947 : Bel-Ami (The Private Affairs of Bel Ami) d'Albert Lewin
- 1950 : Cyrano de Bergerac de Michael Gordon
- 1951 : Le Foulard (The Scarf) d'Ewald André Dupont
- 1951 : Les Nouveaux Exploits de Robin des Bois (Tales of Robin Hood) de James Tinling
- 1952 : La Furie du désir (Ruby Gentry) de King Vidor
- 1953 : J'aurai ta peau (I, the Jury) d'Harry Essex
- 1953 : La Lune était bleue (The Moon Is Blue) d'Otto Preminger
- 1954 : Johnny Guitare (Johnny Guitar) de Nicholas Ray
- 1954 : Toi mon amour (This Is My Love) de Stuart Heisler
- 1956 : Sept Hommes à abattre (Seven Men from Now) de Budd Boetticher
- 1958 : Tables séparées (Separate Tables) de Delbert Mann
- 1958 : L'Homme de l'Ouest (Man of the West) d'Anthony Mann
- 1958 : Les Grands Espaces (The Big Country) de William Wyler
- 1959 : Certains l'aiment chaud (Some Like it Hot) de Billy Wilder
- 1960 : La Garçonnière (The Apartment) de Billy Wilder
- 1963 : Irma la Douce de Billy Wilder
- 1964 : Embrasse-moi, idiot (Kiss Me, Stupid) de Billy Wilder
- 1968 : L'Affaire Thomas Crown (The Thomas Crown Affair) de Norman Jewison
- 1969 : Fleur de cactus (Cactus Flower) de Gene Saks

## Distinctions

### Récompenses
- Oscars 1961 : Oscar des meilleurs décors (noir et blanc) pour La Garçonnière, avec Alexandre Trauner

### Nominations
- Oscar des meilleurs décors
  - Oscars 1942 : pour Le Fils de Monte-Cristo
  - Oscars 1960 : pour Certains l'aiment chaud
  - Oscars 1962 : pour La Rumeur
  - Oscars 1965 : pour Sept jours en mai
  - Oscars 1967 : pour La Grande Combine
  - Oscars 1970 : pour Gaily, Gaily